# Petitiocodon
Petitiocodon là một chi thực vật có hoa trong họ Thiến thảo (Rubiaceae).

## Loài
Chi Petitiocodon gồm các loài: